# Buta (okręg Aluta)
Buta – wieś w Rumunii, w okręgu Aluta, w gminie Crâmpoia. W 2011 roku liczyła 798 mieszkańców.